# Arklow
Arklow da língua nórdica antiga "Arnkell-lág" ou "prado de Arnkell" (em irlandês An tInbhear Mór, que significa "o grande estuário") é uma cidade histórica do Condado de Wicklow na costa leste da Irlanda. Fundada pelos viquingues, palco de uma das mais sangrentas batalhas da rebelião de 1798, possui atualmente uma população de 13.163 habitantes de acordo com o censo estatístico de 2016.